# Rinnovamento di Aprile
Il Rinnovamento di Aprile (in polacco: Nowela kwietniowa) è il cambiamento della Costituzione della Repubblica Popolare di Polonia, risalente al 1952, effettuato nell'aprile 1989.
Tra i cambiamenti chiave vi sono:
- la reistituzione del Senato della Polonia e la carica di Presidente della Polonia (che pertanto aboliva il potere del segretario generale del Partito Operaio Unificato Polacco)
- l'introduzione del Consiglio Nazionale dei Tribunali (Krajowa Rada Sądownictwa)
- cambiamenti alla legge elettorale, per rendere le elezioni libere
- cambiamenti dei poteri del Sejm (la camera bassa del Parlamento)

La Costituzione del 1952 venne poi stata ulteriormente modificata e riformata dalla Piccola Costituzione del 1992, e sostituita poi definitivamente nel 1997 dall'attuale Costituzione.